# Upala
Upala – miasto w Kostaryce, w prowincji Alajuela. W mieście znajduje się port lotniczy Upala.